# Behaupteter Einsatz von Magie und Dschinn durch Israel
Behauptungen über Israels angebliche Nutzung von Magie und Dschinn sind Verschwörungstheorien, die vor allem in bestimmten iranischen und arabischen Medien sowie in religiös-politischen Kreisen verbreitet werden. Sie behaupten, dass Israel in seinen Geheimdienst- und Sicherheitsoperationen übernatürliche Kräfte wie Magie, Dschinn (Geisterwesen aus islamischer Mythologie) oder mystische Praktiken verwende. Diese Narrative dienen oft als Erklärung für schwer nachvollziehbare oder überraschend erfolgreiche israelische Operationen wie gezielte Tötungen, Aufdeckung von Spionagenetzwerken oder verdeckte Einsätze.

## Der iranische Diskurs

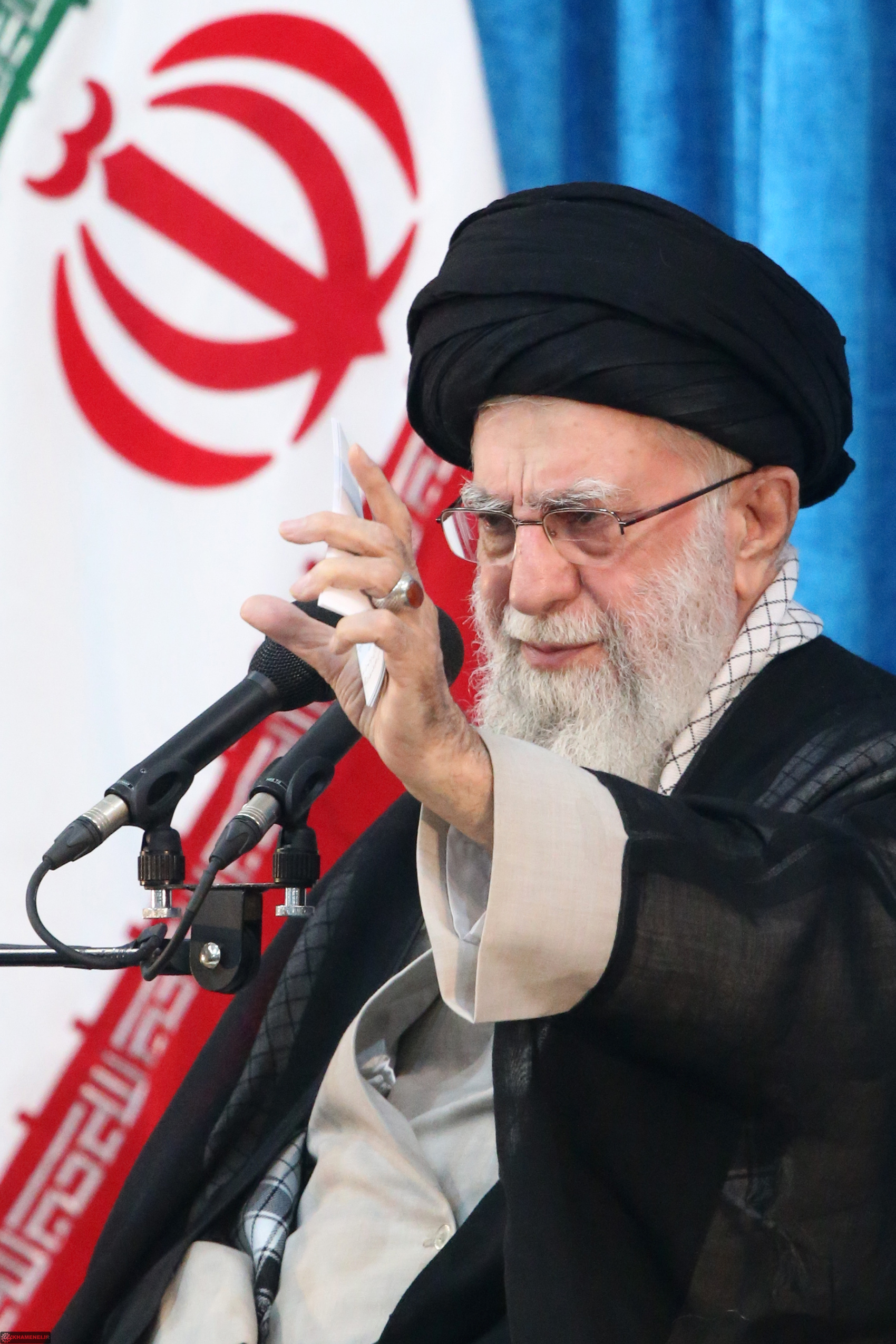
Ali Chamenei

In Iran kursieren wiederholt Behauptungen über eine angebliche Nutzung übernatürlicher Kräfte durch Israel. Diese Vorstellungen sind Teil eines breiteren religiös-politischen Narrativs, das häufig in den Aussagen konservativer Geistlicher, Kommentatoren und Medien auftaucht:
Der oberste Führer Irans, Ali Chamenei, sprach am 22. März 2020 in einer Rede zum persischen Neujahrsfest (Nowruz) von einer Allianz „der Feinde aus der Welt der Menschen und der Dschinn“ gegen die Islamische Republik – eine Formulierung, die als Hinweis auf übernatürliche Bedrohungen verstanden werden kann.
Der konservative Journalist Abdollah Kanji behauptete am 9. Juli 2025 auf der Plattform X (vormals Twitter), in Teheran seien rätselhafte Schriften mit hebräischen Zeichen entdeckt worden, die mit magischen Praktiken in Verbindung stehen könnten.
Der schiitische Geistliche Mostafa Karami erklärte 2024 in einer religiösen Sendung, dass „zionistische Kräfte seit jeher über Kenntnisse zur Kontrolle von Dschinn verfügen und eine geheime dämonische Armee besitzen“.
Der einflussreiche Redner und Sicherheitskommentator Ali Akbar Raefipour vermutete 2024, der israelische Geheimdienst Mossad habe möglicherweise eine eigene Abteilung für Dschinn und habe diese schon im Libanonkrieg 2006 eingesetzt.
Der sogenannte Dschinn-Experte Valiollah Naqipourfar äußerte 2014, Israel habe versucht, mit Hilfe von Dschinn in iranische und verbündete Geheimdienste einzudringen – angeblich jedoch ohne Erfolg.

## Rezeption in der arabischen Welt
Auch in einigen arabischen Ländern kursieren Erzählungen über eine vermeintliche Anwendung übernatürlicher Mittel durch Israel. Diese Behauptungen finden sich vereinzelt in Artikeln, Kommentaren und populären Erzählungen.:
Der algerische Publizist Omar Belkadhi schrieb 2020 in einem Meinungsbeitrag, Israel führe „mit Magie Krieg gegen den Islam“ und sprach von einem „verdeckten Krieg der Juden“ – ein Ausdruck, der klar antijüdische Stereotype bedient.
Während der israelischen Militäroperation „Northern Shield“ im Jahr 2018 verbreiteten manche arabische Medien die Behauptung, Israel habe übernatürliche Mittel eingesetzt, um Tunnel der Hisbollah aufzuspüren und deren Anführer zu töten.
Ein iranischer Bericht erwähnte, dass ein Rabbi mit Kenntnissen in der Kabbala angeblich ohne technologische Hilfsmittel in der Lage gewesen sei, Tunnel zu orten – was als Beispiel für „magischen“ Einsatz gewertet wurde.
In arabischen Mediennarrativen taucht gelegentlich auch der Begriff „Pulsa dinura“ auf – ein angeblich tödlicher hebräischer Fluch, der zur Eliminierung von Gegnern Israels dienen solle.